# Egnatius Lucillianus
Pour les articles homonymes, voir Lucillianus.
 (mai 2016).
Egnatius Lucillianus (fl. 238-244) est un homme politique de l'Empire romain.

## Famille
Il est le fils de Lucius Egnatius Victor Lollianus.
Il est légat en Bretagne, dans la Bretagne inférieure, de 238 à 244.
Il est le père d'Egnatius Lucillus.